# Xanthosoma undipes
Xanthosoma undipes är en kallaväxtart som först beskrevs av Karl Heinrich Koch och Carl David Bouché, och fick sitt nu gällande namn av Karl Heinrich Koch. Xanthosoma undipes ingår i släktet Xanthosoma och familjen kallaväxter. Inga underarter finns listade.

## Bildgalleri

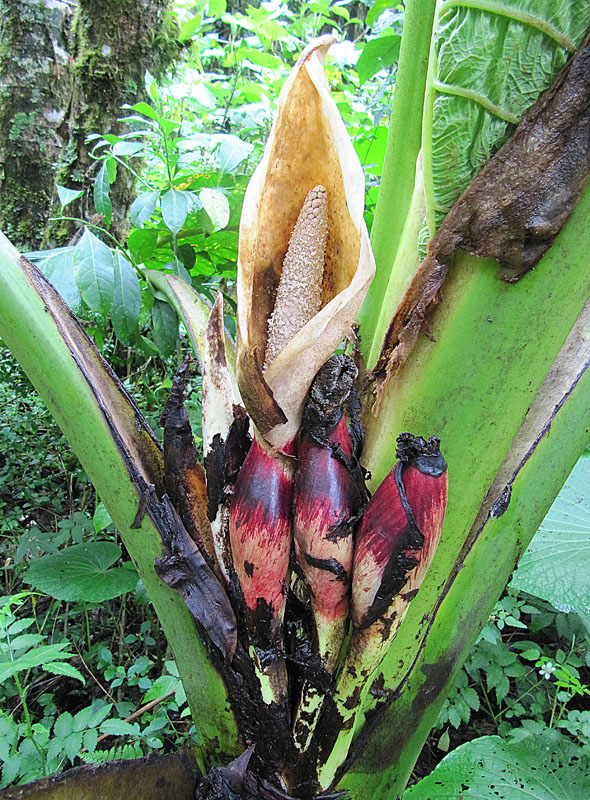
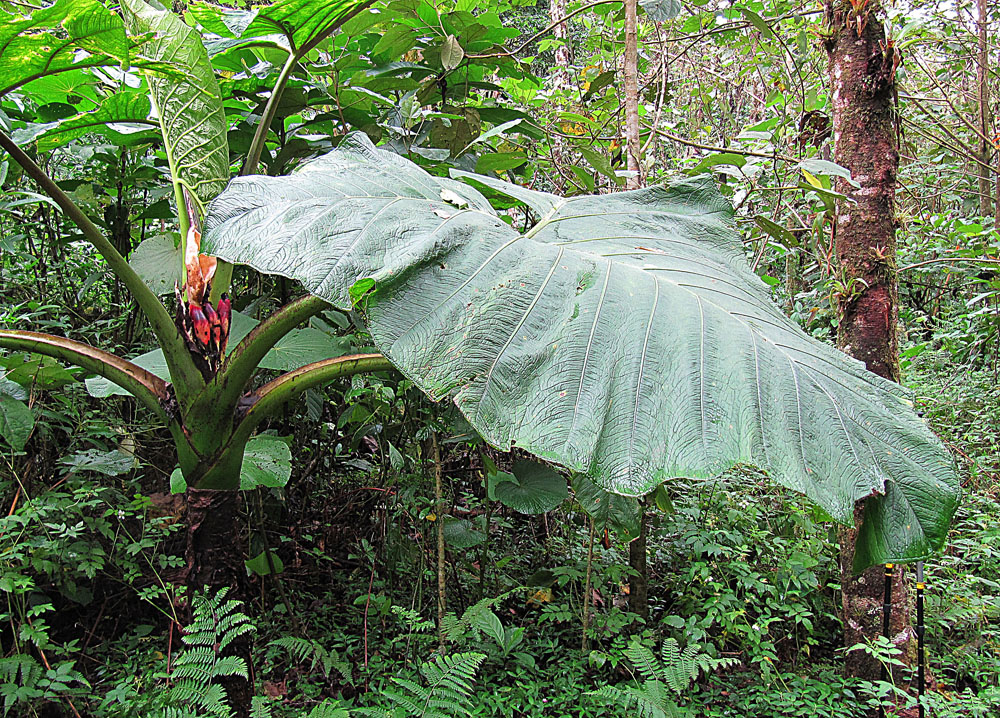